# Чукур (футбольний клуб)
«Чукур» (рум. Ciuhur Ocnița) — професіональний молдовський футбольний клуб з міста Окниця.

## Історія
Футбольна команда «Чукур» була заснована 1995 року в місті Окниця. У сезоні 1995/96 років дебютувала в Дивізіоні А, де посіла друге місце та вийшла у вищий дивізіон. У 1996 році клуб дебютував у Національному дивізіоні, але фінішував на 14-му місці серед 16-ти команд-учасниць та вилетів до Дивізіону А. Однак перед початком нового сезону знявся зі змагань і був розформований.

## Досягнення
- Дивізіон A Молдови
  -  Срібний призер (1): 1995/96

- Національний дивізіон Молдови
  - 14-те місце (1): 1996/97

- Кубок Молдови
  - 1/4 фіналу (1): 1996/97

## Відомі тренери
- Борис Рассихін